# Петров, Владимир Владимирович (ботаник)
Владимир Владимирович Петров (1923, Калуга — 1994, Москва) — советский и российский ботаник (специализировался в области геоботаники), популяризатор науки, кандидат биологических наук, доцент МГУ. Участник Великой Отечественной войны.

## Биография
Родился 21 июня 1923 года в г. Калуге.
В период Великой Отечественной войны 1941—1945 воевал на Юго-Западном фронте, в 13-й отдельной бригаде железнодорожных войск, на 3-м Украинском фронте, под Сталинградом. В 1942 году вступил в ВЛКСМ. Демобилизовался в марте 1948 года в звании лейтенанта транспортной службы.
В 1953 году окончил с отличием Биологический факультет МГУ. С 1950 был членом научного студенческого общества.
С 1960 по 1994 — работал на Кафедре геоботаники биофака МГУ в качестве доцента. Защитил кандидатскую диссертацию. В 1970-х—1980-х и до конца жизни — преподавал на факультете и руководил полевыми студенческими практиками.
Основным направлением научных исследований было изучение почвенных банков жизнеспособных семян. Автор 17 научных и научно-популярных книг, учебных пособий, с суммарным тиражом около полутора-двух миллионов экземпляров.
Был награждён боевыми медалями «За оборону Сталинграда», «За победу над Германией» и рядом других наград.
Скончался Владимир Владимирович Петров 9 сентября 1994 года.

### Избранные труды
- Петров В. В. Рассказы о лесных растениях. — М.: Изд-во МГУ, 1970(1971). — 128 с. — 30 000 экз.
- Петров В. В. В мире субтропических растений / АН СССР; Отв. ред. д-р биол. наук Л. В. Кудряшов. — М.: Наука, 1971. — 176, [2] с. — (Научно-популярная серия АН СССР). — 28 000 экз.
- Петров В. В. Из жизни зеленого мира : Пособие для учащихся. — М.: Просвещение, 1975. — 160 с. — (Мир знаний).
- Петров В. В. Чудеса наших субтропиков / АН СССР. — М.: Наука, 1976. — 152, [16] с. — (Человек и окружающая среда). — 117 000 экз.
- Петров В. В. Мир лесных растений / АН СССР; Отв. ред. д-р биол. наук Л. Ф. Правдин. — М.: Наука, 1978. — 168, [4] с. — (Человек и окружающая среда). — 300 000 экз.
- Петров В. В. Весна в жизни леса / АН СССР; Отв. ред. д-р биол. наук Н. П. Соколова; Художник М. М. Бабенков. — М.: Наука, 1981. — 144, [10] с. — (Человек и окружающая среда). — 100 000 экз.
- Петров В. В. Растительный мир нашей Родины. — М.: Просвещение, 1981. — 192 с. — 200 000 экз.
- Петров В. В. Четыре недели в Южном полушарии: Австралия, Фиджи, Новая Зеландия : Впечатления ботаника. — М.: Мысль, 1981. — 128, [10] с. — 80 000 экз.
- Петров В. В. Из жизни зеленого мира : Пособие для учащихся. — 2-е изд. — М.: Просвещение, 1982. — 128 с. — 100 000 экз.
- Петров В. В. Жизнь леса и человек / АН СССР; Отв. ред. д-р биол. наук Л. П. Рысин. — М.: Наука, 1985. — 128, [8] с. — (Человек и окружающая среда). — 45 000 экз.
- Петров В. В. Лес и его жизнь : Книга для учащихся. — М.: Просвещение, 1986. — 160 с. — 225 000 экз.
- Курнишкова Т. В., Петров В. В. География растений с основами ботаники : Учебное пособие для студентов педагогических институтов по специальности № 2107 «География» / Под ред. д-ра геогр. наук, проф. А. Г. Воронова. — М.: Просвещение, 1987. — 208 с.
- Абрамова Л. И., Петров В. В., Культиасов И. М. Экология растений и фитоценология : Учебное пособие для студентов 1-го курса факультета почвоведения / МГУ им. М. В. Ломоносова. — М.: Изд-во МГУ, 1988. — 80 с.
- Петров В. В. Банк семян в почвах лесных фитоценозов европейской части СССР. — М.: Изд-во МГУ, 1989. — 176 с.
- Петров В. В. Лесные тайны. — М.: Лесная промышленность, 1989. — 128 с. — 50 000 экз. — ISBN 5-7120-0192-6.
- Петров В. В. Растительные зоны СССР : Учеб. пособие для студентов 1-го курса фак. почвоведения / МГУ им. М. В. Ломоносова. — М.: Изд-во МГУ, 1989. — 56 с.
- Петров В. В. Растительный мир нашей Родины : Книга для учителя. — 2-е изд., доп. — М.: Просвещение, 1991. — 208 с. — ISBN 5-09-002880-X.
- Петров В. В. и др. Общая ботаника с основами геоботаники : Учебник для биологических и географических специальностей вузов / В. В. Петров, Л. И. Абрамова, С. А. Баландин, Н. А. Березина. — М.: Высшая школа, 1994. — 272 с. — 10 000 экз. — ISBN 5-06-002580-2.